# علی موسوی
سید علی موسوی متولد ۲ اردیبهشت ۱۳۵۳ در خرمشهر است‌. بازیکن سابق فوتبال اهل ایران است. وی پس از جنگ ایران و عراق به همراه خانواده به مشهد مهاجرت کرده و در شهرک بهشتی این شهر ساکن شد از مهم‌ترین سال‌های فوتبالی وی حضور در سطح یک فوتبال اروپا و بازی در بایر لورکوزن می‌باشد.
وی سابقه قهرمانی با تیم ملی فوتبال ایران در مسابقات آسیایی ۱۹۹۸ بانکوک را با خود یدک می‌کشد و یکی از نفرات مهم و مفید این تورنمنت به همراه بهزاد غلامپور، علی دایی و کریم باقری بود و با سه گلی که زد نقش به‌سزایی در راه آخرین قهرمانی تیم ملی ایران در سطح اول فوتبال آسیا ایفا کرد.
وی سابقه بازیگری نیز دارد و در سریال پژمان به کارگردانی سروش صحت به ایفای نقش پرداخته‌اصت.

## گل‌های مهم بین‌المللی
- در بازی‌های آسیایی ۱۹۹۸ در بازی نیمه نهایی تیم ملی فوتبال ایران برابر چین علی موسوی تنها گل بازی برای تیم ملی کشور ایران به ثمر رساند تا تیم ملی با گل وی به فینال این مسابقات صعود بکند و مقابل کویت قرار بگیرد و در نهایت تیم ملی فوتبال ایران با نتیجه دو بر صفر مقابل کویت و با گل‌های کریم باقری و علی کریمی به پیروزی می‌رسد و قهرمان این تورنمنت مهم آسیایی می‌شود.
- دو گل زیبای علی موسوی در مسابقات جام باشگاه‌های آسیا ۱۹۹۹–۱۹۹۸ در مقابل تیم دالیان چین که استقلال بازی باخته را در نود دقیقه با گل موسوی به گل طلایی برد، تا در نهایت با گل علی موسوی در اوقات طلایی استقلال با نتیجه ۴–۳ بر حریف خود پیروز شده و به دیدار پایانی مسابقات جام باشگاه‌های آسیا صعود کرد